# Максимович, Бобан
Бобан Максимович (серб. Бобан Максимовић; род. 10 октября 1985, Лозница, Подриньско-колубарское МРС) — швейцарский футболист сербского происхождения, игравший на позиции полузащитника.

## Клубная карьера
Профессиональную карьеру начал в 2003 году в клубе «Янг Бойз». Принял участие во втором отборочном раунде Лиги чемпионов УЕФА 2004/2005 против «Црвены звезды».
В 2005 году 13 матчей сыграл за «Баден». 31 января 2006 года подписал контракт с «Винтертуром».
Летом 2008 года он переехал в Сербию, где подписал контракт с «Црвеной звездой». Не сыграв там ни одного матча, он перешёл в другой сербский клуб, «Воеводину», где играл до января 2010 года, а затем вернулся в Швейцарию, где стал игроком «Биль-Бьенна».
Летом 2011 года он перешел в столичный клуб «Брайтенрайн».

## Карьера за сборную
Максимович был включён в состав юношеской сборной Швейцарии на чемпионат Европы 2002 года в Дании, на котором швейцарцы выиграли золотые медали.

## Достижения

### Сборная
- Чемпион Европы среди юношей до 17 лет: 2002